# راننده کامیون

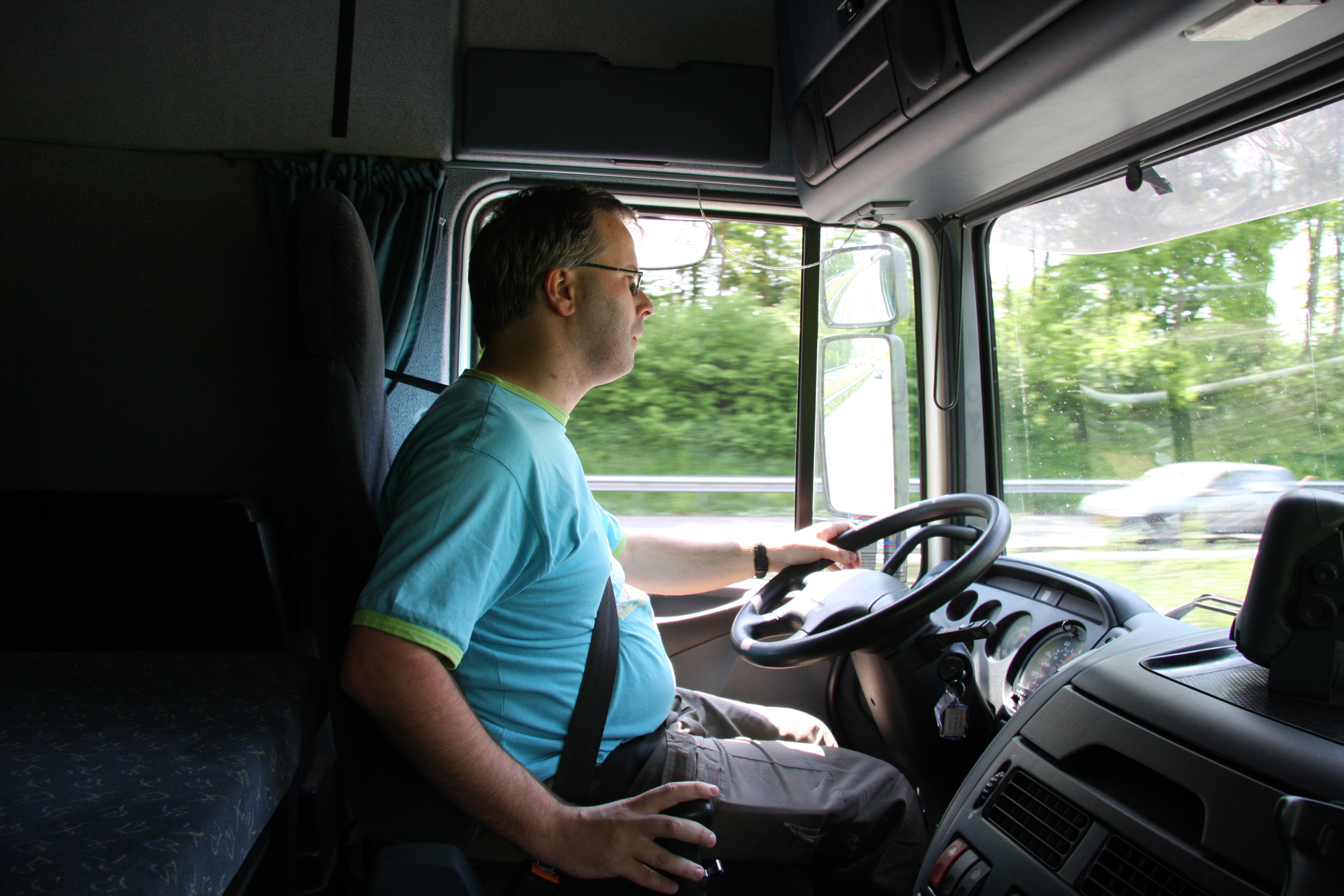
راننده کامیون در حال رانندگی

راننده کامیون به شخصی گفته می‌شود که درآمد زندگی خود را از راه رانندگی انواع کامیون به دست می‌آورد و مهمترین عنصر سیستم حمل و نقل جاده ای میباشد. در بیشتر کشورها رانندگان کامیون باید گواهینامه مخصوص که در ایران به پایه یک موسوم است داشته باشند. علاوه بر این باید به برخی از کلیات مربوط به تعمیرات و اصول مکانیک خودروها آشنائی داشته باشند. هرچند برای اخذ این نوع گواهینامه و اشتغال به عنوان راننده کامیون جنسیت مطرح نیست اما به دلیل سختی‌های خاص این شغل و زمان زیاد کار و همچنین دوری از خانه و خانواده اکثراً رانندگان کامیونها مردان هستند. رانندگان کامیون از خدمات دهندگان ضروری برای صنعتی‌سازی جوامع برای حمل و نقل کالاها و ماده اولیه به کارخانجات، خرده فروشی‌ها و مراکز توزیع می‌باشند.